# Lugnet, Malmö
Lugnet är ett bostadsområde i stadsdelen Centrum i Malmö. Området ligger mellan Södra Förstadsgatan och Amiralsgatan, söder om Drottninggatan. Huvuddelen av området var förr en del av stadsdelen Södra Förstaden, medan området öster om Kaptensgatan tillhörde Rörsjöstaden.
Lugnet betjänas av Skånetrafikens busslinjer.

## Historia

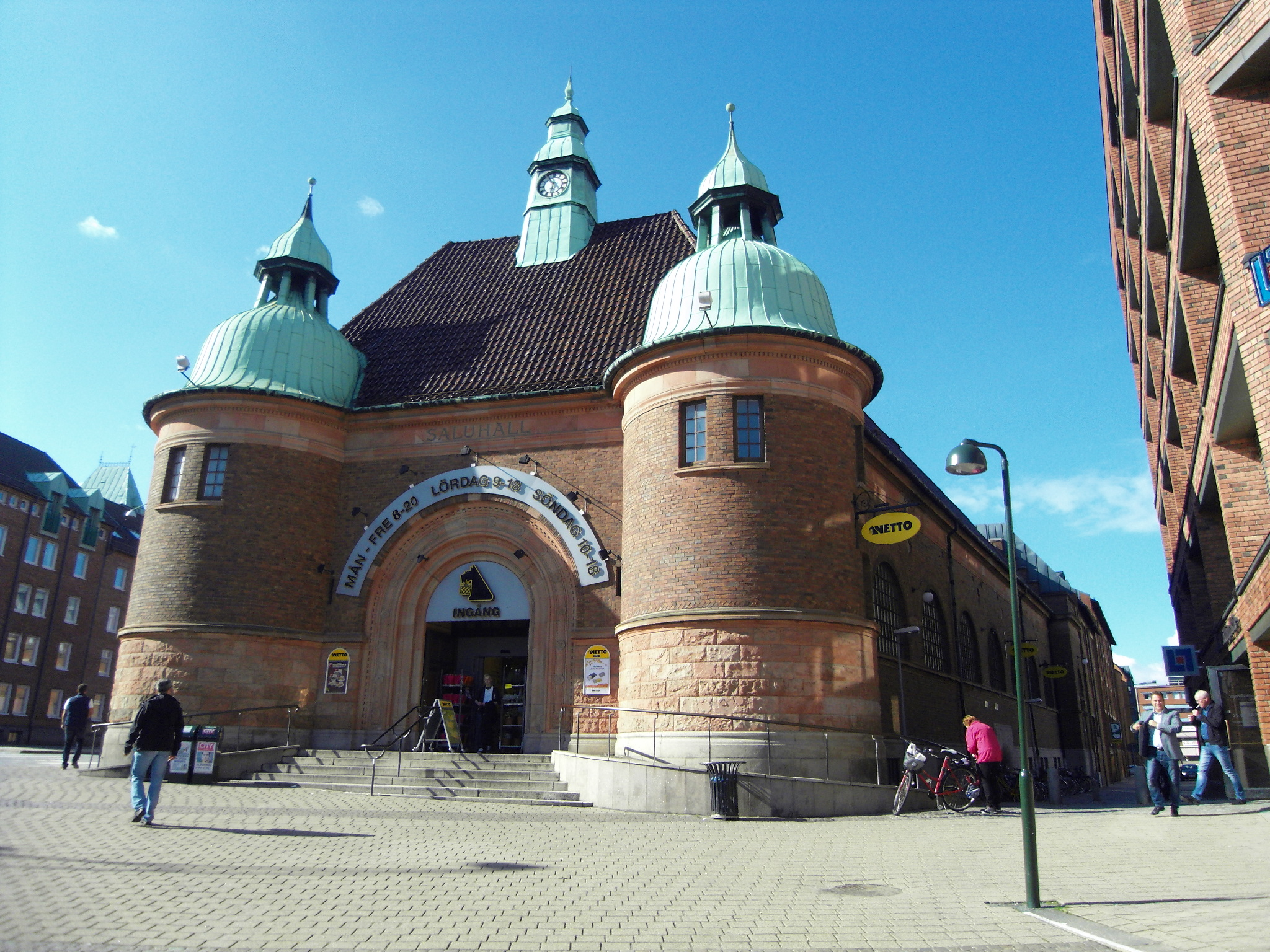
Saluhallen 2003, när Netto fanns där.

Lugnet var ursprungligen en egendom i Södra Förstaden, vars huvudbyggnad låg i hörnet av de senare tillkomna Storgatan och Västra Långgatan. Under åren 1858–63 utlades de fyra Långgatorna och i detta område uppfördes fastigheter som ursprungligen användes som arbetarbostäder för Kockums Mekaniska Verkstad, som då var belägen i området kring nuvarande Davidshallstorg. Lugnet, som till stor del bestod av enkla gatuhus, kom senare att förknippas med trångboddhet, fattigdom och dåliga sanitära förhållanden, och revs under 1960- och 1970-talen.
Av äldre bebyggelse återstår husen längs Södra Förstadsgatan som vittnar om utvecklingen från enkel tillfartsväg till modernt köpstadsstråk. Även saluhallen vid Föreningsgatan och delar av bebyggelsen längs Amiralsgatan belyser områdets historia.
Idag höjer sig det 46 meter höga bostadshuset i Kvarteret Mården över området. På platsen för denna byggnad låg tidigare den i nyromansk stil år 1886 uppförda Betelkyrkan (arkitekt var John Smedberg) vilken revs under 1975.
I området finns Cybergymnasiet och Infokompgymnasiet, samt Pyrets, Regnbågens, Lugnets och Renens förskolor. Konserthuset från 1985 ligger vid Föreningsgatan,men byggs fr o m 2017 om till hotell och lokaler för Arbetsförmedlingen. Här ligger också den gamla saluhallen från 1907 som idag hyser lokaler för Netto.

## Det gamla gatunätet

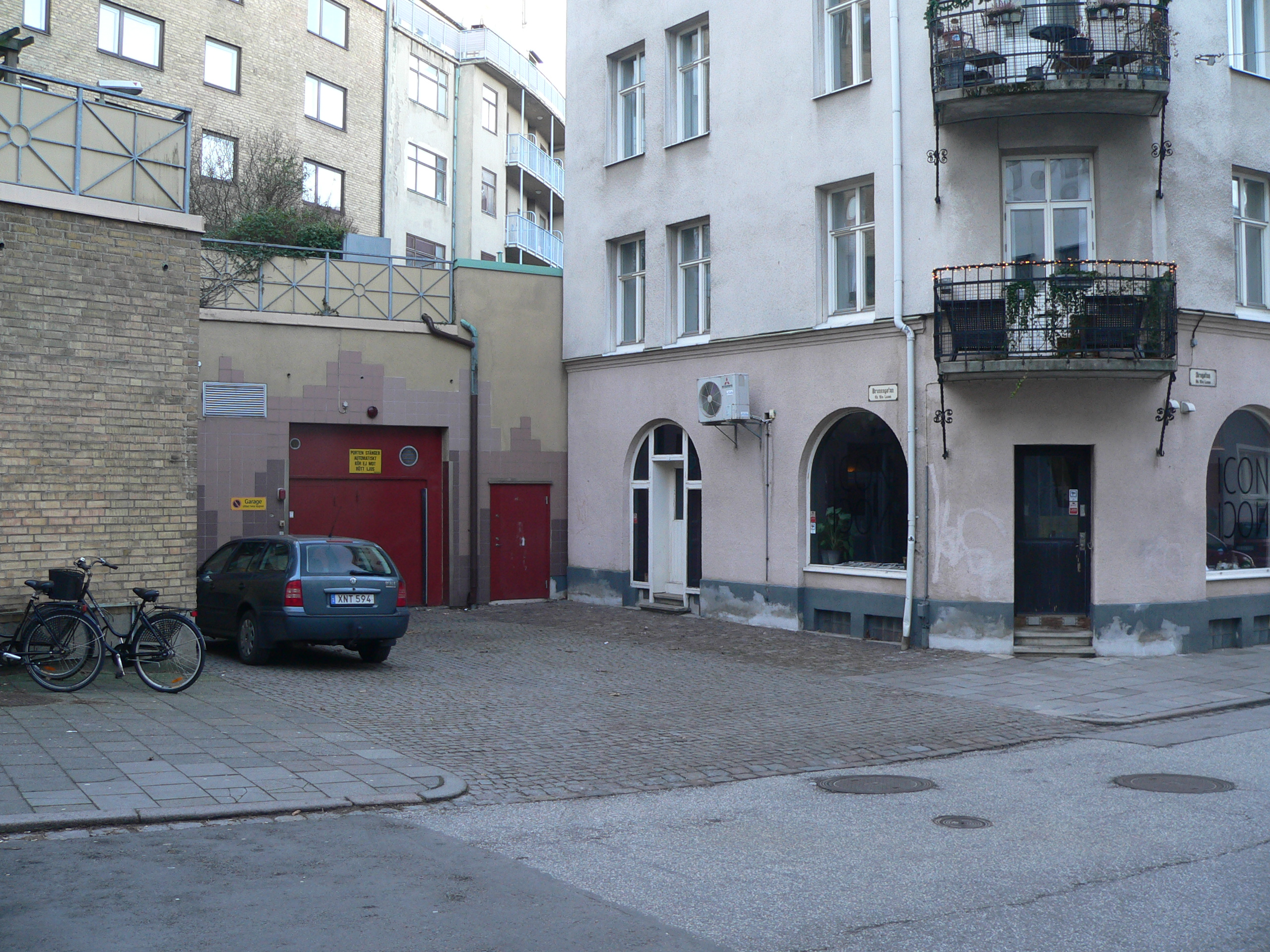
Brunnsgatan. Allt som återstår är en garageinfart.

Inom det ursprungliga Lugnet, det vill säga det område som avgränsas av Södra Förstadsgatan, Föreningsgatan, Kaptensgatan och Drottninggatan, fanns innan nuvarande stadsplans tillkomst 1975-76 följande gator (inom parentes anges årtalet för gatunamnets fastställande):
- Bolagsgatan (1879) - sträckte sig från Flodgatan i norr till Föreningsgatan i söder. År 1909 blev den tidigare Kolgatan en del av Bolagsgatan. År 1976 försvann förutvarande Kolgatan samtidigt som läget för den ursprungliga Bolagsgatan justerades något. Gatan är troligen uppkallad efter Malmö arbetares bostadsförenings AB:s tomt och fastighet, vilken uppfördes omkring 1883 i kvarteret Falken mittför Bolagsgatans mynning i Föreningsgatan.

- Brogatan (1879) - sträckte sig från Stålgatan i norr till Flodgatan i söder. År 1909 förlängdes gatan genom kvarteret Laxen och anslöts till Föreningsgatan genom att en del av Brunnsgatan införlivades med densamma. År 1976 försvann den äldsta delen (norr om hittillsvarande Flodgatan).

- Brunnsgatan (1879) - sträckte sig då från Södra Förstadsgatan i väster och svängde därefter (vid nuvarande Brogatan) söderut till Föreningsgatan. Den östligaste delen blev 1909 en del av Brogatan. Genom stadsplaneförändring i mitten av 1900-talet försvann Brunnsgatan nästan helt. Den återstående delen (västerut från Brogatan) är troligen Malmös kortaste gata.

- Flodgatan (1879) - sträckte sig från Brogatan i väster till Föreningsgatan i öster. Namnet försvann 1976 men den del av Lugna gatan som sträcker sig där Flodgatan gick är i praktiken samma gatusträckning, fast med nytt namn.

- Gottfridsgatan (1864 Gottfridsgränd, namnändring 1867) - sträckte sig från Västra Långgatan i väster till Östra Långgatan i öster. Den var uppkallad efter Gottfried Kockum (1838-75), son till Frans Henrik Kockum d.ä. och försvann 1976.

- Kaptensgatan (1878) - anlades 1876 och 1881. Den är den västligaste av sex parallella gator i Rörsjöstaden som uppkallades efter militära grader. År 1985 utgick namnet för sträckan Flodgången-Föreningsgatan, som blev en del av August Palms plats.

- Kasinogatan (1879) - sträcker sig från Södra Förstadsgatan i väster till nuvarande Lugna gatan (vid tillkomsten Brogatan) i öster. Gatan uppkallades efter nöjesetablissementet Casino, beläget vid Södra Förstadsgatan mittför Kasinogatans mynning. I Casinos lokaler öppnade Frälsningsarmén "eld" 1885.

- Kolgatan (1879) - sträckte sig från Stålgatan i norr till Flodgatan i söder. År 1909 blev den en del av Bolagsgatan och försvann helt 1976.

- Lorentzgatan (1864 Lorentzgränd, namnändring 1867) - sträckte sig från Västra Långgatan i väster till nuvarande Kaptensgatan i öster. Den var uppkallad efter Lorentz Kockum (1834-99), son till Frans Henrik Kockum d.ä.. Namnet utgick 1976 och gatan bytte namn efter att ha blivit en gång mellan Lugna gatan och Kaptensgatan till Lorentzgången.

- Norra Långgatan (1864) - sträckte sig då från Stenhuggaregatan (enligt vissa uppgifter ursprungligen från Södra Förstadsgatan) i väster till nuvarande Kaptensgatan i öster. År 1962 utgick namnet för delen väster om Västra Kanalgatan, vilken då blev en del av Stenhuggaregatan. År 1963 försvann gatan helt väster om Östra Kanalgatan.

- Norra Tvärgatan (1864) - sträckte sig längs Södra Förstadskanalen från Västra Kanalgatan i väster till nuvarande Kaptensgatan i öster. Namnet utgick 1901 då Drottninggatan förlängdes i väster från Kaptensgatan till Södra Förstadsgatan.

- Rörgatan (1879) - sträckte sig från Södra Långgatan i norr till Flodgatan i söder och försvann 1976.

- Stenhuggaregatan (1867) - sträckte sig ursprungligen då från Norra Långgatan i norr till Storgatan i söder. År 1962 blev Norra Långgatans del väster om Västra Kanalgatan en del av Stenhuggaregatan. Stenhuggaregatan uppkallades troligen efter E.R. Grönvalls stenhuggerietablissement som vid tiden för gatans tillkomst hade sin verksamhet i detta område.

- Storgatan - var på 1830-talet en byväg genom lantegendomen Lugnet. Den namngavs 1864 och sträckte sig då från Södra Förstadsgatan i väster till nuvarande Kaptensgatan i öster. År 1887 förlängdes gatan i väster in i nuvarande området Davidshall.

- Stålgatan (1879) - sträckte sig från Brogatan i väster till Rörgatan i öster och försvann 1976.

- Södra Långgatan (1864) - sträckte sig då från Södra Förstadsgatan i väster till nuvarande Kaptensgatan i öster. Den försvann 1976 öster om den då tillkomna Lugna gatan.

- Södra Tvärgatan (1864) - sträckte sig från Västra Kanalgatan i väster till nuvarande Kaptensgatan i öster och försvann 1975.

- Västra Kanalgatan (1867) - sträcker sig från Drottninggatan (intill 1901 Norra Tvärgatan) i norr till Storgatan i söder.

- Västra Långgatan (1864) - sträckte sig från Storgatan i norr till Stålgatan i söder och försvann 1976.

- Östra Kanalgatan (1867) - sträcker sig från Drottninggatan (intill 1901 Norra Tvärgatan) i norr till Storgatan i söder.

- Östra Långgatan (1864) - sträckte sig från Storgatan i norr till Södra Långgatan i söder och försvann 1976. För den nordligaste delen av gatan återstår en gatstump som i dag heter Gottfridsgången.

## Nytillkomna gatunamn
Genom 1976 års stadsplan tillkom Lugna gatan, vilket blev ny huvudgata i området, samt gångstråken Flodgången, Gottfridsgången, Lorentzgången och Stålgången, vilka samtliga har helt annan sträckning än de försvunna gator som namnen är inspirerade av. Diskontogången är ett gångstråk vid Södra Saluhallen som förr var den västligaste delen av Flodgatan. Namnet tillkom 1978 efter Riksbankens avdelningskontor, som då var beläget där. År 1955 hade namnberedningen fastställt namnet Södra Torget (namnet uppgavs då vara vedertaget) för den öppna platsen mellan kvarteret Clara i dåvarande Rörsjöstaden och Föreningsgatan. Från 1978 omfattade detta torg även den öppna platsen söder om kvarteret Uven, där Diskontogången utmynnar. År 1985 utgick namnet Södra Torget, då detta kom att ingå i August Palms plats. Längs med gamla Konserthuset, parallellt med Amiralsgatan, ligger Gustav Möllers gata, uppkallad efter socialminister Gustav Möller.